# 도자와 마사노부 (1640년)
도자와 마사노부(일본어: 戸沢正誠, 1640년 11월 16일 ~ 1722년 3월 19일)는 일본 에도 시대의 다이묘로, 신조번의 2대 번주이다. 어릴적 이름은 지요즈루(千代鶴)이며, 관위는 종5위하, 노토노카미, 가즈사노스케이다.
신조 번의 초대 번주 도자와 마사모리의 둘째 아들로 태어났다. 게이안 원년(1648년), 아버지가 사망하자 그 뒤를 이어 가문을 계승하려 하였으나, 막부에서 마사노부가 아직 어리다는 이유로 처음에는 가문 상속을 인정하지 않다가, 게이안 3년(1650년)이 되어서야 겨우 인정받게 되었다. 마사노부는 번주 권력의 강화를 위해, 만지 3년(1660년) 5월에 가타오카 리헤 일족을 제거하였다. 그리고 세제 정비와 토지 조사, 나가마쓰 동광 개발과 사원, 신사 건립, 조카마치 건설, 가신의 신규 고용 등 여러 가지 개혁을 시행하였다. 마사노부의 치세가 오랜 시간 이어짐에 따라 번 통치는 안정화되었고 신조 번은 전성기를 맞이했다. 하지만 마사노부의 재임 말기에 이르러 방만한 재정으로 인한 번 경제사정의 악화 현상이 보이기 시작했다. 호에이 7년(1710년) 2월 16일, 양자인 마사쓰네에게 번주직을 물려주고 은거하였다. 교호 7년(1722년)에 83세로 사망하였다.
| 전임 도자와 마사모리 | 제2대 신조번 번주 1650년 ~ 1710년 | 후임 도자와 마사쓰네 |